# Folketingsvalget 1861
Der afholdtes valg til Folketinget 14. juni 1861.

## Resultat
| Parti                  | Stemmer i alt | Procent | Mandater | +/- |
| ---------------------- | ------------- | ------- | -------- | --- |
| De Nationalliberale    |               |         | 46       | +26 |
| Højre                  |               |         | 5        | -11 |
| Bondevennernes Selskab |               |         | 34       | -   |
| Ukendt tilhørsforhold  |               |         | 7        | -   |
| Uden for gruppe        |               |         | 9        | -   |
| Total                  |               |         | 101      |     |